# جون أغان
جون أغان (بالإنجليزية: John Egan)‏ (20 أكتوبر 1992 بكورك في جمهورية أيرلندا - ) هو لاعب كرة قدم أيرلندي في مركز الدفاع. شارك مع منتخب جمهورية أيرلندا تحت 17 سنة لكرة القدم ومنتخب جمهورية أيرلندا تحت 20 سنة لكرة القدم ومنتخب جمهورية أيرلندا تحت 21 سنة لكرة القدم. أما مع النوادي، فقد لعب مع برادفورد سيتي وشيفيلد يونايتد وكريستال بالاس ونادي سندرلاند ونادي غيلينغهام ونادي ساوثيند يونايتد.

## وصلات خارجية
- جون أغان على موقع الاتحاد الأوربي (الإنجليزية)
- جون أغان على موقع قاعدة بيانات كرة القدم.إي يو (الإنجليزية)
- جون أغان على موقع ناشيونال فوتبول تيمز (الإنجليزية)
- جون أغان على موقع Soccerbase.com (لاعب) (الإنجليزية)
- جون أغان على موقع Soccerway.com (الإنجليزية)
- جون أغان على موقع عالم كرة القدم.نت (الإنجليزية)
- جون أغان على موقع AS.com (الإسبانية)